# Zelenitka
Zelenitka (lat. Chlorociboria) je rod hub z podkmenu Pezizomycotina. Rod zahrnuje 17 druhů.
Dva běžné druhy mírného pásma, Chlorociboria aeruginascens a Chlorociboria aeruginosa, mohou být spolehlivě odlišeny pouze mikroskopicky. Chlorociboria aeruginosa má větší výtrusy (9–15 µm × 1.5–2.5 µm) a protáhlé buňky, vnější povrch je hrubý, na rozdíl od prosté C. aeruginascens, jejichž spóry jsou 6–10 µm x 1,5–2 µm.
Hyfy a plodnice všech druhů produkují xylindein, sekundární metabolit, který barví podkladové dřevo do modro-zelena, přičemž toto zelené dřevo je cennou komoditou v truhlářství.

## Vzhled
Modro-zelené zabarvení je zřejmé po celý rok, plodnice se vyskytují od léta do podzimu.

## Druhy
- Chlorociboria aeruginosa
- Chlorociboria aeruginascens
- Chlorociboria albohymenia
- Chlorociboria argentinensis
- Chlorociboria awakinoana
- Chlorociboria campbellensis
- Chlorociboria clavula
- Chlorociboria colubrosa
- Chlorociboria duriligna
- Chlorociboria halonata
- Chlorociboria macrospora
- Chlorociboria omnivirens
- Chlorociboria pardalota
- Chlorociboria poutoensis
- Chlorociboria procera
- Chlorociboria spathulata
- Chlorociboria spiralis